# 門前町 (名古屋市)
門前町（もんぜんちょう）は、愛知県名古屋市中区の地名。丁番を持たない単独町名である。住居表示実施済。

## 地理
名古屋市中区南部に位置する。東は上前津一丁目、西は松原一丁目、南は橘一丁目、北は大須二丁目・大須三丁目に接する。

## 歴史
江戸時代の門前町は名古屋城から熱田を結ぶ南北のメインストリートである本町筋に位置し、天道町筋から金塚町までの八町半をその範囲としていた。北は末広町、東は裏門前町、南は橘町に接した。日置村の松原に過ぎなかったが、1664年（寛文4年）に至って、尾張藩の払い下げ材により町家が開発されたことに始まる。享保年間には公許の遊郭が設けられたことにより大いに栄えた。昭和後期に至って行われた住居表示の実施により、その範囲を大きく変え、前述のように南へ移動した。

### 町名の由来
多数の寺院が所在することによる。

### 沿革
- 明治5年 - 上日置町に一部が編入される[5]。
- 1878年（明治11年）12月20日 - 名古屋区成立に伴い、同区門前町となる[1]。
- 1889年（明治22年）10月1日 - 名古屋市成立に伴い、同市門前町となる[1]。
- 1908年（明治41年）4月1日 - 中区成立に伴い、同区門前町となる[5]。
- 1913年（大正2年）1月 - 福徳生命保険株式会社が名古屋支部を設置する[6]。
- 1936年（昭和11年）1月1日 - 一部が岩井通に編入される[5]。
- 1938年（昭和13年）11月1日 - 一部が矢場町に編入される[5]。
- 1944年（昭和19年）5月15日 - 裏門前町の一部を編入する[1]。
- 1966年（昭和41年）3月30日 - 住居表示実施に伴い、1丁目の一部が栄三丁目に編入される[5]。
- 1969年（昭和44年）10月21日 - 住居表示実施に伴い、1丁目〜5丁目が大須二丁目および大須三丁目に、6丁目の一部が大須三丁目に編入される[5]。
- 1974年（昭和49年）5月11日 - 住居表示実施に伴い、6丁目が上前津一丁目および門前町、7・8丁目が門前町、8丁目が橘一丁目に編入される[5]。また、岩井通・裏門前町・金沢町・東橘町・前塚町の各一部を編入する[1]。

## 世帯数と人口
2019年（平成31年）2月1日現在の世帯数と人口は以下の通りである。
| 丁目   | 世帯数  | 人口    |
| ------ | ------- | ------- |
| 門前町 | 615世帯 | 1,008人 |

### 人口の変遷
国勢調査による人口の推移
| 1995年（平成7年）  | 822人   | [ WEB 6 ]  |  |
| 2000年（平成12年） | 823人   | [ WEB 7 ]  |  |
| 2005年（平成17年） | 850人   | [ WEB 8 ]  |  |
| 2010年（平成22年） | 956人   | [ WEB 9 ]  |  |
| 2015年（平成27年） | 1,001人 | [ WEB 10 ] |  |

## 学区
市立小・中学校に通う場合、学校等は以下の通りとなる。また、公立高等学校に通う場合の学区は以下の通りとなる。なお、小学校は学校選択制度を導入しておらず、番毎で各学校に指定されている。
| 小学校                                  | 中学校                 | 高等学校 |
| --------------------------------------- | ---------------------- | -------- |
| 名古屋市立松原小学校 名古屋市立橘小学校 | 名古屋市立伊勢山中学校 | 尾張学区 |

## 施設
- 本願寺名古屋別院

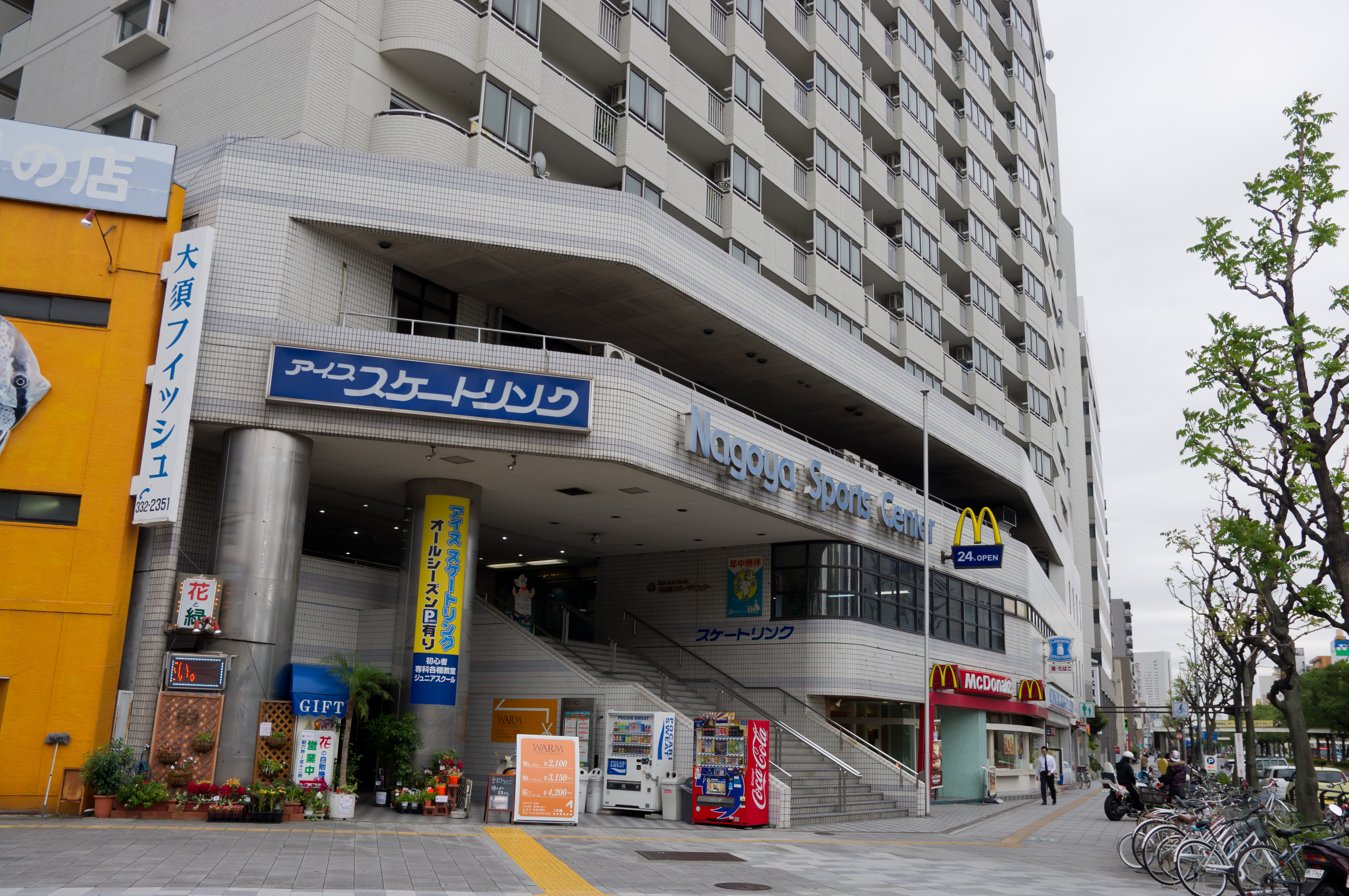
名古屋スポーツセンター
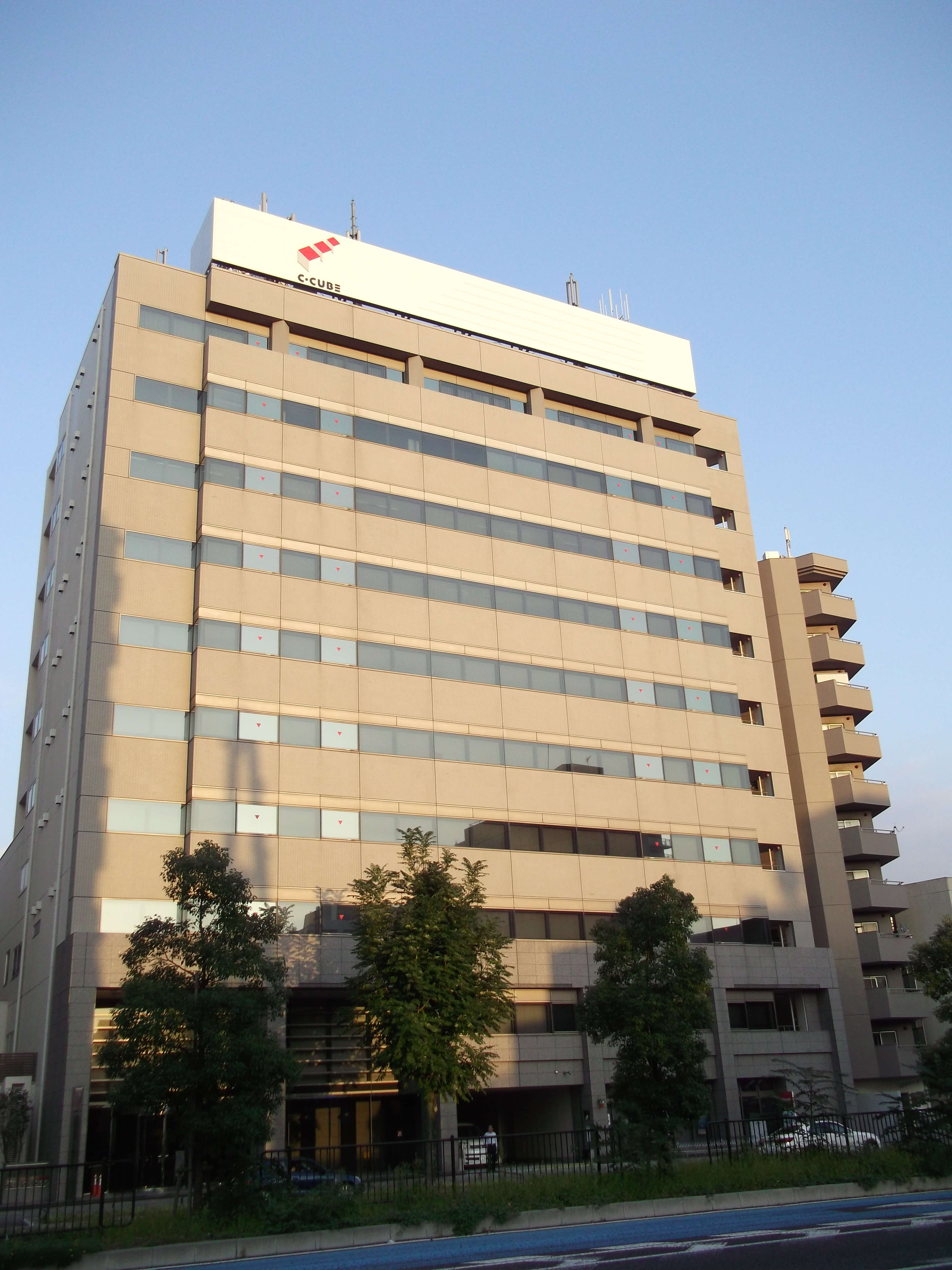
C-Cube本社

- シーキューブ本社

- 名古屋スポーツセンター
- C-Cube本社

## その他

### 日本郵便
- 郵便番号 : 460-0018[WEB 3]（集配局：名古屋中郵便局[WEB 13]）。

### WEB
1. ↑  “愛知県名古屋市中区の町丁・字一覧”.   人口統計ラボ. 2017年3月19日閲覧。
2. 1 2  “町・丁目(大字)別、年齢(10歳階級)別公簿人口(全市・区別)”.   名古屋市 (2019年2月20日). 2019年2月20日閲覧。
3. 1 2  “郵便番号”.  日本郵便. 2019年2月10日閲覧。
4. ↑  “市外局番の一覧”.   総務省. 2019年1月6日閲覧。
5. ↑  名古屋市役所市民経済局地域振興部住民課町名表示係 (2015年10月21日). “中区の町名一覧”.   名古屋市. 2017年3月19日閲覧。
6. ↑  総務省統計局 (2014年3月28日). “平成7年国勢調査の調査結果(e-Stat) - 男女別人口及び世帯数 －町丁・字等” (CSV). 2019年4月27日閲覧。
7. ↑  総務省統計局 (2014年5月30日). “平成12年国勢調査の調査結果(e-Stat) - 男女別人口及び世帯数 －町丁・字等” (CSV). 2019年4月27日閲覧。
8. ↑  総務省統計局 (2014年6月27日). “平成17年国勢調査の調査結果(e-Stat) - 男女別人口及び世帯数 －町丁・字等” (CSV). 2019年4月27日閲覧。
9. ↑  総務省統計局 (2012年1月20日). “平成22年国勢調査の調査結果(e-Stat) - 男女別人口及び世帯数 －町丁・字等” (CSV). 2019年4月27日閲覧。
10. ↑  総務省統計局 (2017年1月27日). “平成27年国勢調査の調査結果(e-Stat) - 男女別人口及び世帯数 －町丁・字等” (CSV). 2019年4月27日閲覧。
11. ↑  “市立小・中学校の通学区域一覧”.   名古屋市 (2018年11月10日). 2019年1月14日閲覧。
12. ↑  “平成29年度以降の愛知県公立高等学校（全日制課程）入学者選抜における通学区域並びに群及びグループ分け案について”.   愛知県教育委員会 (2015年2月16日). 2019年1月14日閲覧。
13. ↑  郵便番号簿 平成29年度版 - 日本郵便. 2019年02月26日閲覧 (PDF)

### 書籍
1. 1 2 3 4 5  名古屋市計画局 1992, p. 790.
2. 1 2  「角川日本地名大辞典」編纂委員会 1989, p. 1481.
3. 1 2 3  名古屋市計画局 1992, p. 337.
4. 1 2  名古屋市計画局 1992, p. 338.
5. 1 2 3 4 5 6 7  福岡清彦 1976, p. 29.
6. ↑  名古屋市会事務局 1963, p. 198.